# Bryant (Alabama)
Bryant ist ein gemeindefreies Gebiet im Jackson County im Bundesstaat Alabama in den Vereinigten Staaten.

## Geographie
Bryant liegt im Nordosten Alabamas im Süden der Vereinigten Staaten, etwa fünf Kilometer südlich der Grenze zu Tennessee und drei Kilometer westlich der Grenze zu Georgia. Fünf Kilometer westlich verläuft der Tennessee River.
Nahegelegene Orte sind unter anderem New Hope (5 km nördlich), Bridgeport (6 km westlich), South Pittsburg (8 km nordwestlich), Kimball (10 km nördlich) und Trenton (12 km südöstlich). Die nächste größere Stadt ist mit 168.000 Einwohnern das etwa 20 Kilometer nordöstlich entfernt gelegene Chattanooga.

## Geschichte
Der Ort wurde benannt nach W. H. Bryant, einem wohlhabenden frühen Siedler. 1891 wurde ein Postamt eröffnet; dieses existiert in der Gegenwart nicht mehr.

## Verkehr
Der Ort liegt unmittelbar an der Alabama State Route 73, die weiter nördlich in die Tennessee State Route 377 übergeht. Etwa 16 Kilometer östlich kreuzen sich der Interstate 24 und der Interstate 59, 11 Kilometer westlich verläuft der U.S. Highway 72.
13 Kilometer nördlich befindet sich der Marion County Airport, 16 Kilometer südwestlich der Bridgeport Municipal Airport und 39 Kilometer nordöstlich der Chattanooga Metropolitan Airport.

## Demographie
Die Volkszählung 2010 ergab eine Einwohnerzahl von 3582, die Bevölkerungsdichte lag bei 72 Personen pro Quadratkilometer. 95,6 % der Bevölkerung waren Weiße, 1,5 % Indianer und 0,3 % Schwarze. 1,9 % hatten zwei oder mehr Ethnizitäten, 1,3 % waren Hispanics oder Lateinamerikaner jedweder Ethnizität. Das Pro-Kopf-Einkommen betrug 20.113 US-Dollar, womit 13,7 % der Bevölkerung unterhalb der Armutsgrenze lebten.